# 23063 Lichtman
23063 Lichtman è un asteroide della fascia principale. Scoperto nel 1999, presenta un'orbita caratterizzata da un semiasse maggiore pari a 2,8083211 UA e da un'eccentricità di 0,0658225, inclinata di 3,85976° rispetto all'eclittica.